# Fritz Toussaint
Ne doit pas être confondu avec Fernand Toussaint.
Pour les articles homonymes, voir Toussaint (homonymie).
Frédéric Toussaint, dit Fritz Toussaint, est un artiste peintre, collectionneur et mécène, de nationalité belge, né à Ixelles le 17 janvier 1846 et mort à Saint-Josse-ten-Noode le 30 juillet 1920. 

## Biographie
Il se forme à la peinture auprès de Louis Dubois et de Théodore Baron et fait partie du groupe de peintres que l'on appelle l'École de Tervueren.
Il est surtout réputé pour ses peintures florales.
Jouissant d'une importante fortune, il se constitue une collection privée principalement constituée d'œuvres de l'école belge et française, et fréquente de nombreux artistes. Il est également une figure connue des milieux littéraires et fut administrateur du journal L'Étoile Belge.
Il avait un poste au sein de la Commission des Musées royaux des beaux-arts de Belgique, dont il fut président de 1917 à 1920 et était membre du conseil d'administration de la Société des amis des musées royaux ainsi que membre de la Commission du Musée d'Ixelles.
Il fait don en 1906 au musée d'Ixelles d'environ 140 œuvres de l'école belge et française. Une salle du musée d'Ixelles porte son nom, et ses dons forment le noyau central de ce musée. Fritz Toussaint est également donateur aux Musées des Beaux-Arts.
Il meurt à Saint-Josse-ten-Noode le 30 juillet 1920 le 30 juillet 1920 à l'Institut chirurgical du docteur Jean Verhoogen, rue Marie Thérèse n° 98. 

## Famille
Fritz Toussaint était l'époux de Marie Reine Julienne Joséphine Hagemann. Ils habitaient à Bruxelles, au n°32 du boulevard de Waterloo.

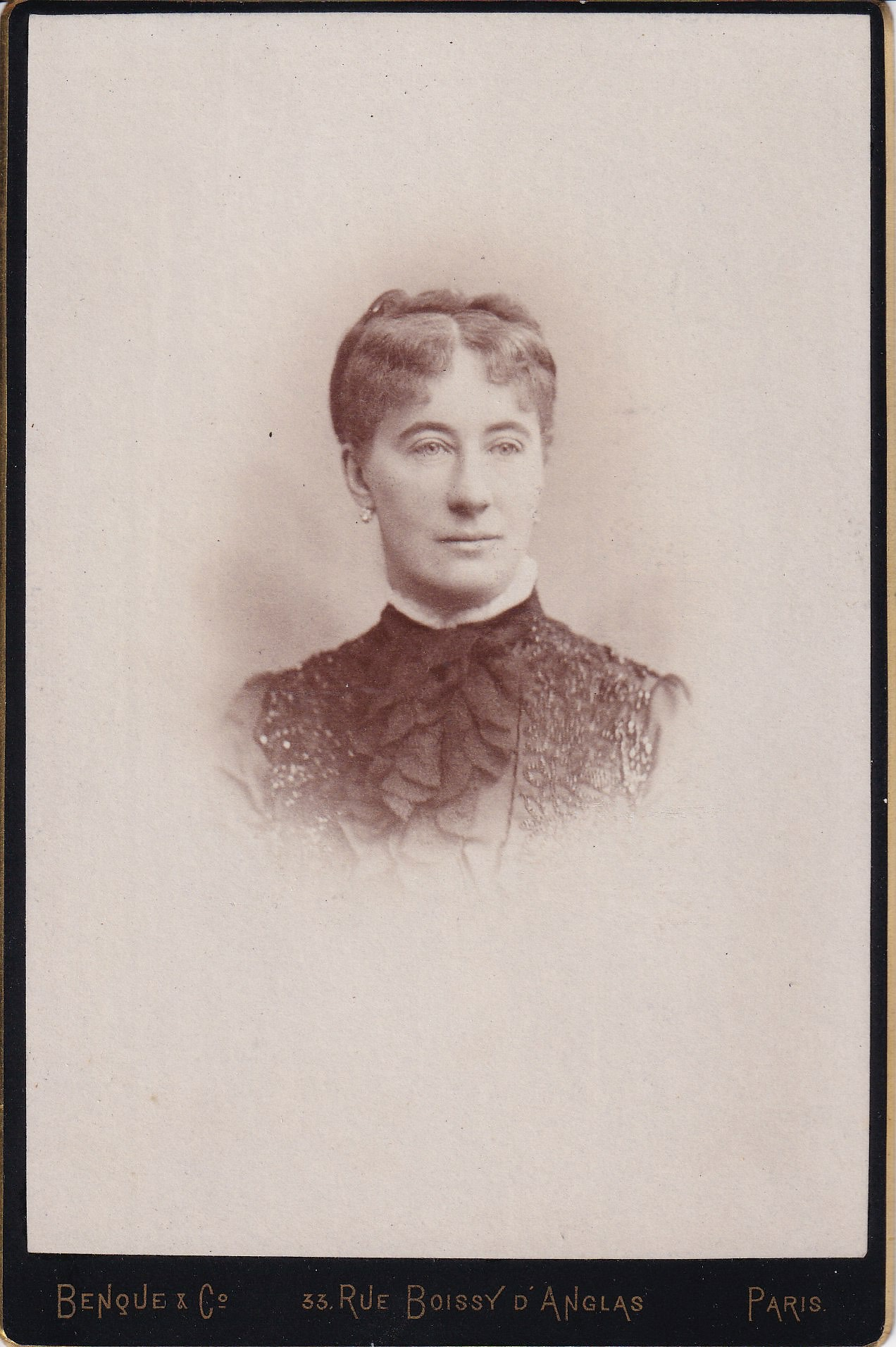
Léonie Toussaint née à Ixelles le 30 mars 1840 et morte à Bruxelles le 23 juillet 1912, sœur de Fritz Toussaint et épouse de l'architecte Joseph Poelaert.

Fritz Toussaint est le fils de l'homme politique, saint-simonien, écrivain, notaire et un des principaux actionnaires du journal libéral L'Étoile belge, Joseph-Ferdinand Toussaint et de Philippine Anne Catherine Joséphine Kuhne, elle-même fille du peintre David Chrétien Édouard Philippe Kuhne, demeurant à Saint-Josse-ten-Noode, rue Hydraulique 217, époux en premières noces de Thérèse Marie Deprez et en secondes noces d'Adèle Anne De Marneffe, sœur du peintre François De Marneffe et du général Louis-Joseph De Marneffe.
Fritz Toussaint est également le beau-frère de l'architecte Joseph Poelaert, époux de sa sœur Léonie Toussaint.

## Iconographie
Le portrait de Fritz Toussaint, par Charles Hermans, est conservé au Musée d'Ixelles.

## Distinctions et hommages
- Chevalier de la Légion d'Honneur et officier de l'Ordre de Léopold.

La commune d'Ixelles (Bruxelles) a donné son nom à une rue.